# 马适安
马适安（1901年12月14日—1958年10月17日），男，湖北省襄阳县白家湾人，中国政治人物，北京大学原副校长。

## 生平
1901年生于襄阳县樊城大桥口的一个小商家庭。年少时就读于樊城鸿文书院。
1923年在校长资助下赴武昌华中高等师范（华中大学）读书。1925年毕业后在鸿文中学任教。次年加入中国共产党。第一次国共合作期间，又加入中国国民党，参与组织国民党襄阳县党部，公开进行革命活动。历任中共襄阳特支书记、襄阳县委书记、奉天特委秘书长兼宣传部长、晋东南五专署保安司令部政治主任、太行一专署专员等职。期间曾被捕入狱，后获保释。亦曾失去中共党组织关系，1941年重新入党。1946年初，任军调部安阳执行小组中共代理代表。1946年调至晋冀鲁豫中央局宣传部工作。
1949年10月中华人民共和国成立后，继续在中共中央华北局宣传部工作，历任秘书长、副部长等职。1954年10月，调任北京农业大学副校长。1956年7月，调任北京大学副校长。10月兼任北京大学党委第二书记，后兼任第三书记。
1958年10月17日作为中国文化代表团成员，在出访中东途中因飞机失事罹难。1959年被追认为烈士。